# Andrzej Brencz
Andrzej Józef Brencz (ur. 1943, zm. 17 marca 2020) – polski etnolog, profesor nauk humanistycznych, profesor emerytowany Instytutu Antropologii i Etnologii Wydziału Antropologii i Kulturoznawstwa Uniwersytetu im. Adama Mickiewicza w Poznaniu.

## Życiorys
Obronił pracę doktorską, 24 listopada 1997 habilitował się na podstawie oceny dorobku naukowego i pracy zatytułowanej Wielkopolska jako region etnograficzny. 30 czerwca 2008 nadano mu tytuł profesora w zakresie nauk humanistycznych. Objął funkcję profesora w Instytucie Etnologii i Antropologii Kulturowej na Wydziale Historycznym Uniwersytetu im. Adama Mickiewicza w Poznaniu.

## Publikacje
- 1986: Kultura tradycyjna w życiu współczesnej rodziny wiejskiej : z polskich i serbskich badań etnologicznych / pod red. Zbigniewa Jasiewicza i Petara Vlahovicia ; [tł. tekstów artykułów z serboch[1]
- 1998: Zrzeszenia pionierów - nowe zjawisko społeczne na Ziemiach[1]
- 2000: Etnologiczny dyskurs o wielkopolskich parkach krajobrazowych[1]
- 2013: Regiony etnografii : szkice dedykowane Profesorowi Andrzejowi Brenczowi w 70. rocznicę urodzin[1]